# Katherine Rose Morley
Katherine Rose Morley (ur. 3 października 1989 w Woolton) – angielska aktorka, znana przede wszystkim z ról telewizyjnych w serialach: The Mill (2013–2014), Vera (2015), Trzynaście lat (2016), Ostatnie tango w Halifaksie (2013–2020), Clink (2019), The Syndicate (2021) oraz w odcinku Czarne lustro zatytułowanym Demon 79 (2023).

## Wczesne życie
Katherine Rose Morley urodziła się 3 października 1989 roku na przedmieściach Liverpoolu, w Woolton. Karierę aktorską rozpoczęła w wieku 12 lat, występując w szkolnym przedstawieniu Lew, czarownica i stara szafa w St Julie’s Catholic High School w Woolton. W latach 2002–2008 była związana z młodzieżowym teatrem Everyman and Playhouse w Liverpoolu, gdzie brała udział m.in. w festiwalu Everyword. Studiowała aktorstwo w Guildhall School of Music and Drama, którą ukończyła w 2012 roku z tytułem licencjata (BA) i nagrodą Gold Medal for Drama, przyznawaną corocznie najlepszemu absolwentowi. Kształciła się również za granicą – w Centralnym Instytucie Dramatycznym w Pekinie oraz w Prima del Teatro w Pizie.

## Kariera
Morley po raz pierwszy pojawiła się w telewizji w 2012 roku, występując w odcinku serialu komediowego Little Crackers. W 2013 roku zagrała rolę Lucy Garner w serialu dramatycznym The Mill. W 2015 roku wystąpiła w odcinkach seriali Vera oraz Cuffs. W tym samym roku zagrała także w krótkometrażowych filmach Break, u boku Johna Hurta, oraz The Caravan z Shirley Henderson.
W 2016 roku Morley wystąpiła w odcinkach seriali Moving On i Call the Midwife. W tym samym roku zagrała Emmę Moxam, siostrę głównej bohaterki Ixy Moxam, w miniserialu dramatycznym Trzynaście lat. W latach 2013–2020 Morley występowała również jako Ellie, jedna z drugoplanowych postaci, w serialu dramatycznym Ostatnie tango w Halifaksie. W 2021 roku pojawiła się w czwartej serii komediodramatu BBC The Syndicate.
W 2023 roku Morley zagrała rolę Vicky w odcinku serialu Czarne lustro zatytułowanym „Demon 79”, który został wyróżniony nagrodą BAFTA Television Craft Award.

## Życie osobiste
Morley poślubiła aktora Olivera Coopersmitha w grudniu 2022 roku. W 2023 roku para doczekała się syna o imieniu Albie.

## Filmografia

### Filmy
| Rok  | Tytuł       | Rola    | Notatki              |
| ---- | ----------- | ------- | -------------------- |
| 2015 | Break       | Marta   | film krótkometrażowy |
| 2015 | Gas         | kobieta | film krótkometrażowy |
| 2015 | The Caravan | Shelly  | film krótkometrażowy |

### Seriale
| Rok       | Tytuł                       | Rola               | Notatki             |
| --------- | --------------------------- | ------------------ | ------------------- |
| 2012      | Little Crackers             | młoda Sharon       | sez. 3, odc. 11     |
| 2013      | Love Matters                | Call Centre Girl   |                     |
| 2013–2014 | The Mill                    | Lucy Garner        |                     |
| 2013–2020 | Ostatnie tango w Halifaksie | Ellie              |                     |
| 2015      | Cuffs                       | PCSO Jenny Russell |                     |
| 2015      | Comedy Feeds                | Hattie             | odc. Wild Phase     |
| 2015      | Vera                        | Claire Viner       | odc. Changing Tides |
| 2016      | Trzynaście lat              | Emma Moxam         |                     |
| 2016      | Moving On                   | Angela             |                     |
| 2016      | Call the Midwife            | Stella Beckett     |                     |
| 2019      | Clink                       | Chloe Anderson     |                     |
| 2021      | The Syndicate               | Keeley Sanderson   |                     |
| 2023      | Czarne lustro               | Vicky              | odc. Demon 79       |